# Iwan Nedela
Iwan Nedela (russisch Иван Недела; * 7. Juni 1883 in Riga; † unbekannt) war ein russischer Radrennfahrer.

## Sportliche Laufbahn
Nedela war als Bahnradsportler und Berufsfahrer aktiv. Er war neben Sergei Issajewitsch Utotschkin der bekannteste russische Radrennfahrer seiner Zeit. Er begeisterte sich mit 19 Jahren beim Besuch eines Rennens für den Radsport, kaufte sich danach ein Rad und erlernte das Radfahren. Kurze Zeit später nahm er in Kiew an seinem ersten Rennen teil. Auf der Radrennbahn von Warschau lernte er bekannte Fahrer wie John Stol und Guus Schilling kennen, von denen er viel lernte. 1904 übersiedelte er nach Berlin, wo er häufig auf der Radrennbahn Friedenau fuhr und erste Erfolge hatte. Zeitweise lebte er in Frankreich. 1905 wurden für ihn 18 Siege auf deutschen Bahnen registriert. 1906 waren es ebenfalls 18 Siege. 
1909 gewann er den Großen Eröffnungspreis in Warschau, die Internationale Meisterschaft von Odessa und das Große Derby von Łódź. In Deutschland verbuchte er 10 Siege. Im Bahnradsport verzeichnete er insgesamt 55 Siege und 44 zweite Plätze.